# Anatoli Ottowitsch Gunst

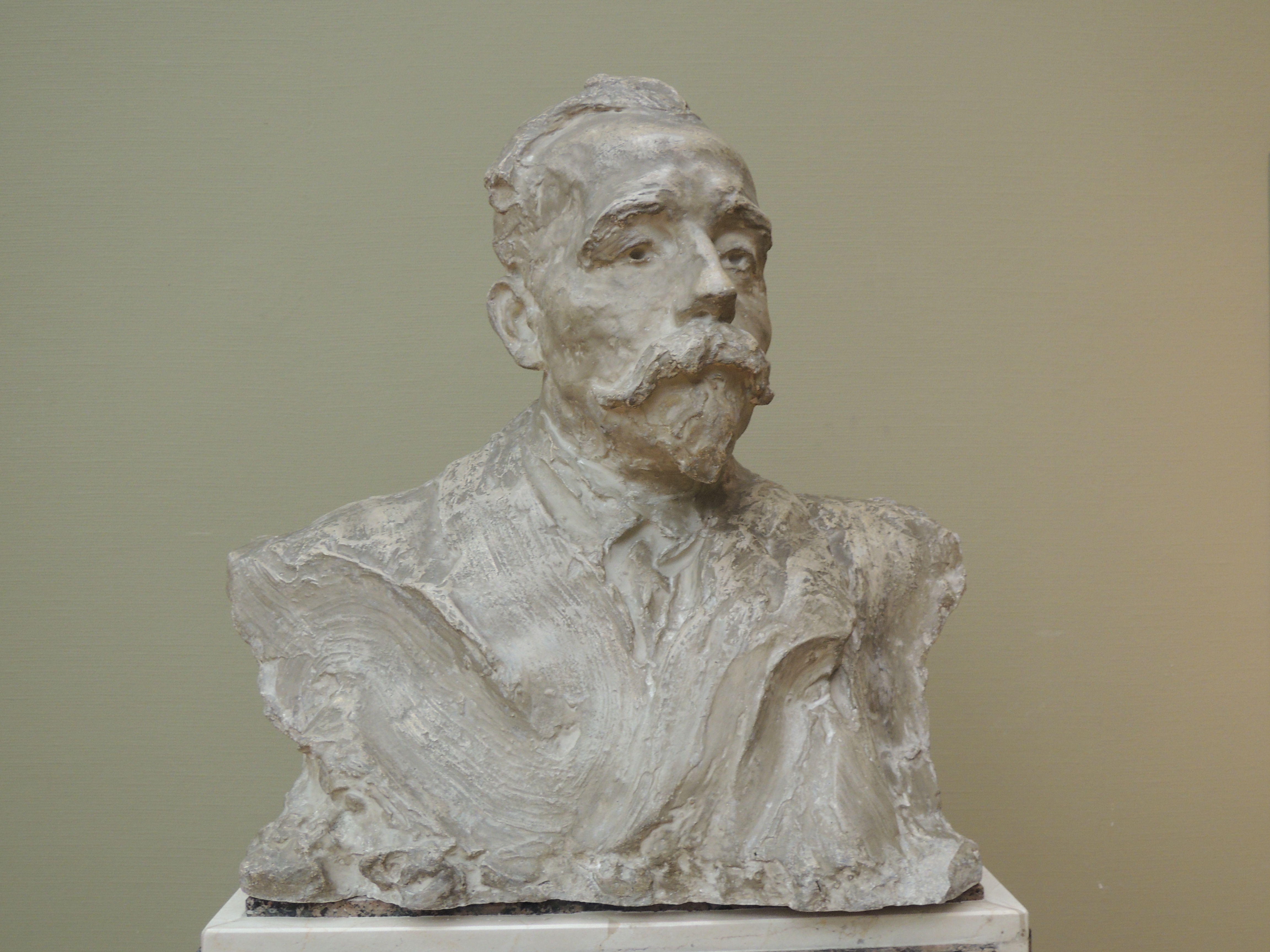
Anatoli Ottowitsch Gunst (Anna Golubkina, 1905, Tretjakow-Galerie)

Anatoli Ottowitsch Gunst (russisch Анатолий Оттович Гунст; * 7. Novemberjul. / 19. November 1858greg. in Moskau; † 27. November 1919 ebenda) war ein russischer Architekt der russischen Moderne und Künstler.

## Leben
Gunsts  Vater war der Architekt Otto Gunst aus einer russlanddeutschen Familie, die bis zur Mitte des 19. Jahrhunderts in Kasan lebte. Gunst studierte 1878–1882 an der Moskauer Hochschule für Malerei, Bildhauerei und Architektur mit Abschluss als Klassischer Architektur-Künstler. Während des Studiums arbeitete er als Assistent beim Bau der Christ-Erlöser-Kathedrale und anderer Gebäude mit und unterrichtete Zeichnen an der Moskauer Komissarow-Technik-Schule.
Nach dem Studium hielt sich Gunst zwei Jahre lang in Österreich, Deutschland und Italien auf, um Kunsttheorie zu studieren und in dortigen Ateliers zu arbeiten. Ab 1884 unterrichtete er Baukunst an Karl Masings Realschule.
1886 gründete Gunst mit Unterstützung Wassili Daschkows die Klassen für Schöne Künste als erste private Kunstschule in Moskau für Personen beiderlei Geschlechts, die 1890 die Gunst-Schule für Schöne Künste wurden. An der Schule lehrten Isaak Lewitan, Fjodor Schechtel, Leonid Pasternak, Konstantin Bykowski, Iwan Maschkow, Alexander Pomeranzew u. a. Gunst selbst führte die Klasse für Holz- und Lederbrandmalerei und auch die Aquarell-Klasse.
Ab 1894 war Gunst Mitglied der Moskauer Architektur-Gesellschaft. 1896 wurde er zum Bezirksarchitekten ernannt. Als Assistent Gunsts arbeitete der Architekt Boris Nikolajewitsch Nikolajew.
Gunst begeisterte sich für die Künstlerische Fotografie. Er war Mitglied der Royal Photographic Society und gewann mit seinen Arbeiten einen Preis auf der Weltausstellung Paris 1900. 1901 gründete Gunst die Moskauer Gesellschaft für Kunst und Fotografie.
1904 wurde Gunst außerplanmäßiger Techniker der Bauabteilung der Moskauer Gouvernementsverwaltung. 1905–1906 gehörte er zum Baurat der Moskauer Stadtverwaltung.
1913 gründete Gunst den Dramatischen Salon, zu dessen Besuchern Marija Jermolowa, Olga Sadowskaja, Ossip Prawlin, Olga Glagolewa und Alexander Juschin gehörten. 1916 gründete er die Liga der Freunde der szenischen Kunst. Zusammen mit Jewgeni Wachtangow gründete Gunst das Studio für Dramatische Kunst, das dann die Basis für das Wachtangow-Theater wurde. Ab 1917 trat Gunst als Schauspieler im Maly-Theater auf.
Gunst war mit der gebürtigen Schweizerin Matilda Zesarewna Rober-Niku verheiratet. Ihr Sohn Jewgeni wurde Übersetzer und Literaturwissenschaftler.
Gunsts Bruder war der Komponist Jewgeni Ottowitsch Gunst. Der Architekt Alexander Gunst (1862–1938) war ein Vetter Gunsts.
Gunst starb in Moskau und wurde auf dem Wagankowoer Friedhof begraben.

## Werke

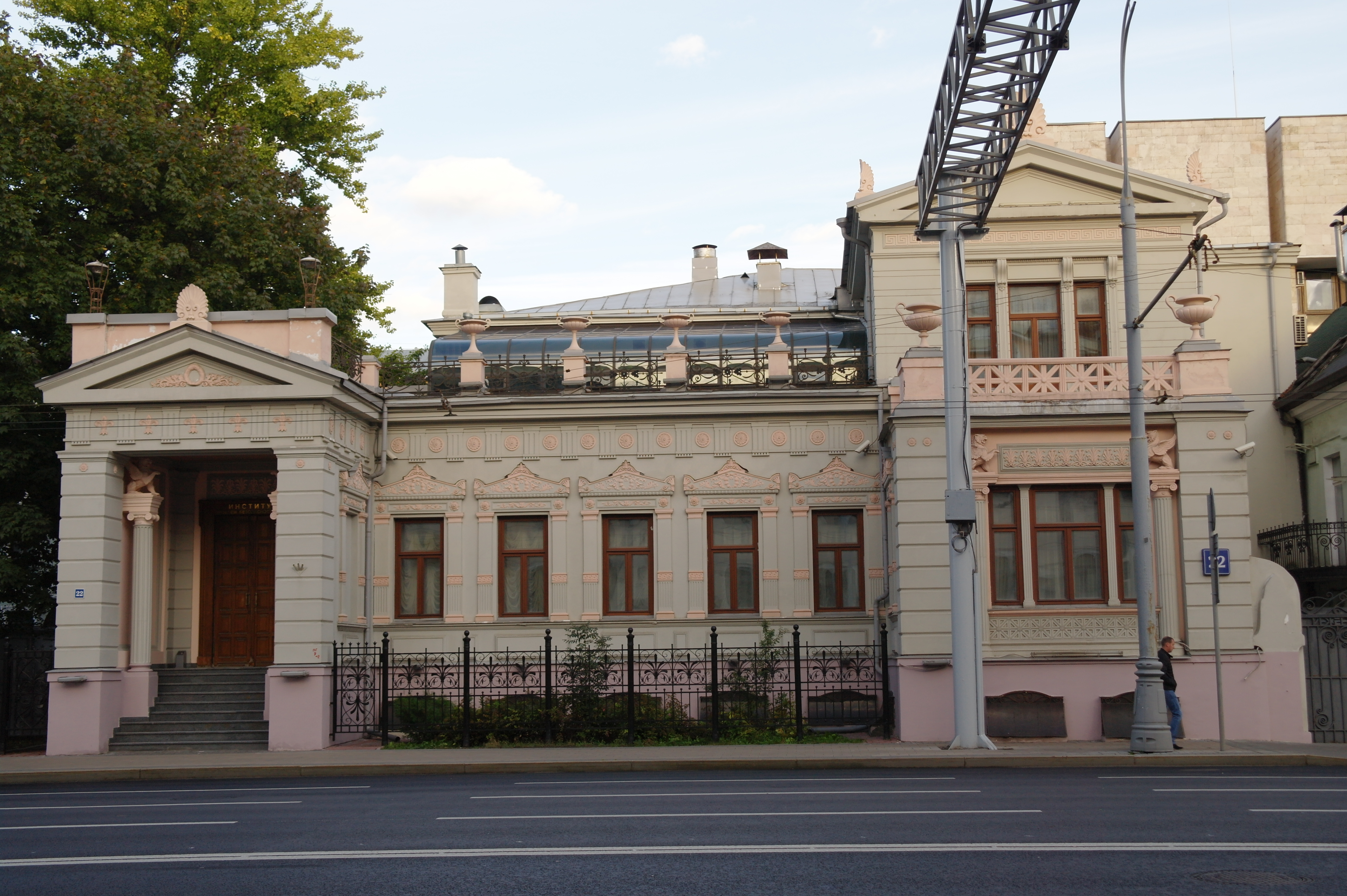
A.-P.-Bogdanow-Haus (1901), Prospekt Mira 22, Moskau
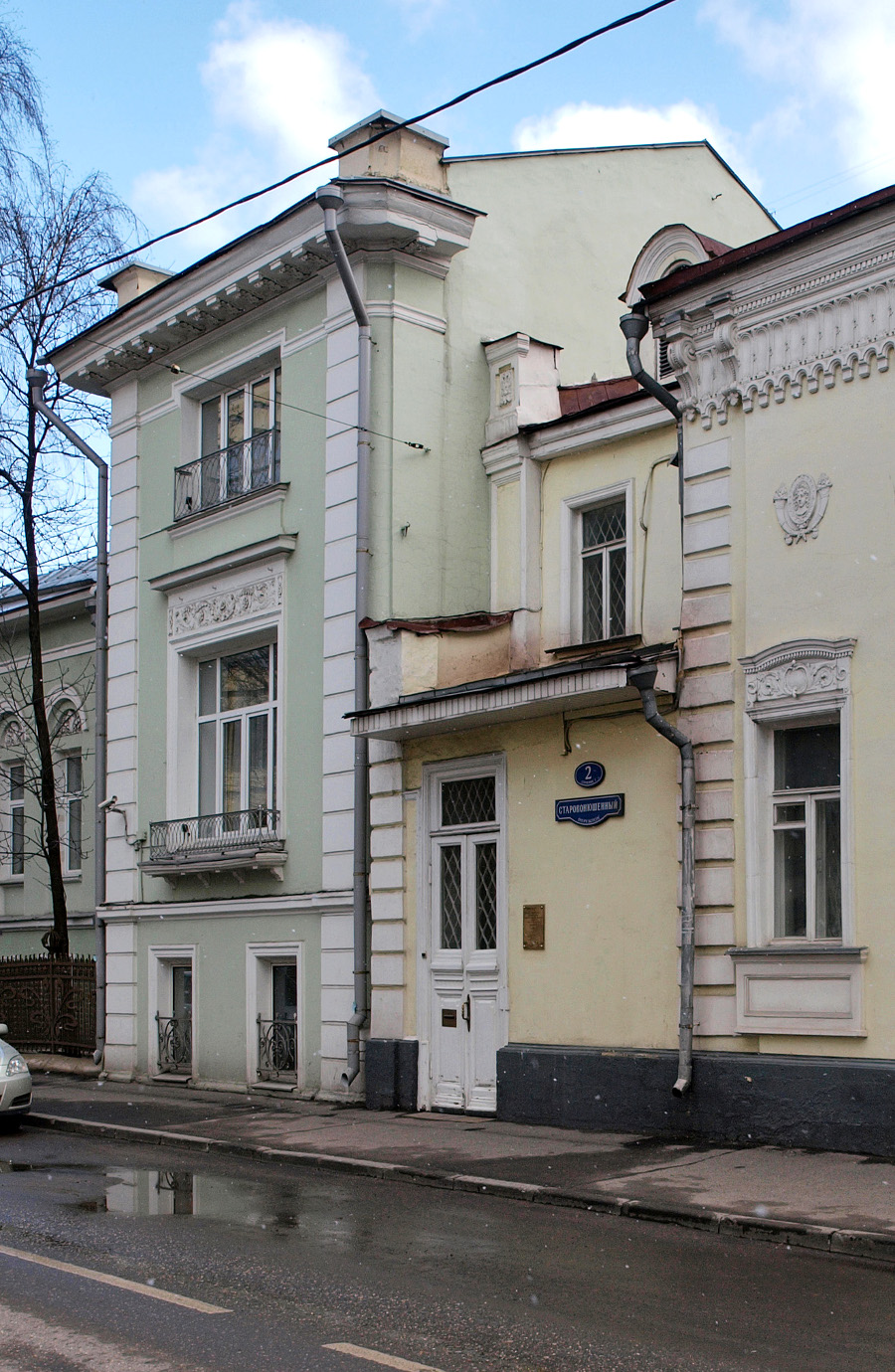
Gunsts Haus (1903),[1][4] Starokonjuschenny Pereulok 4, Moskau
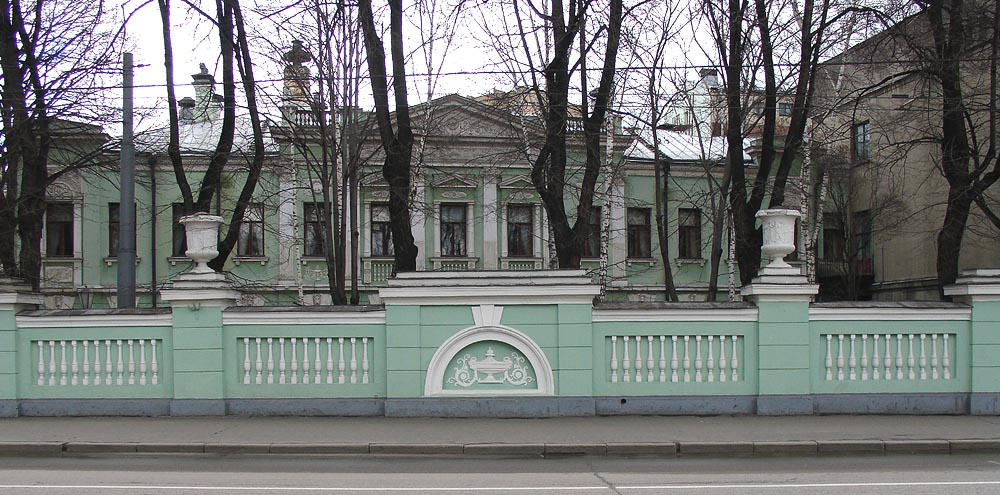
Konschina-Haus (1908–1910)[5] Gartenseite, Pretschistenka 16/2, Moskau (seit 1922 Haus der Gelehrten der Russischen Akademie der Wissenschaften)
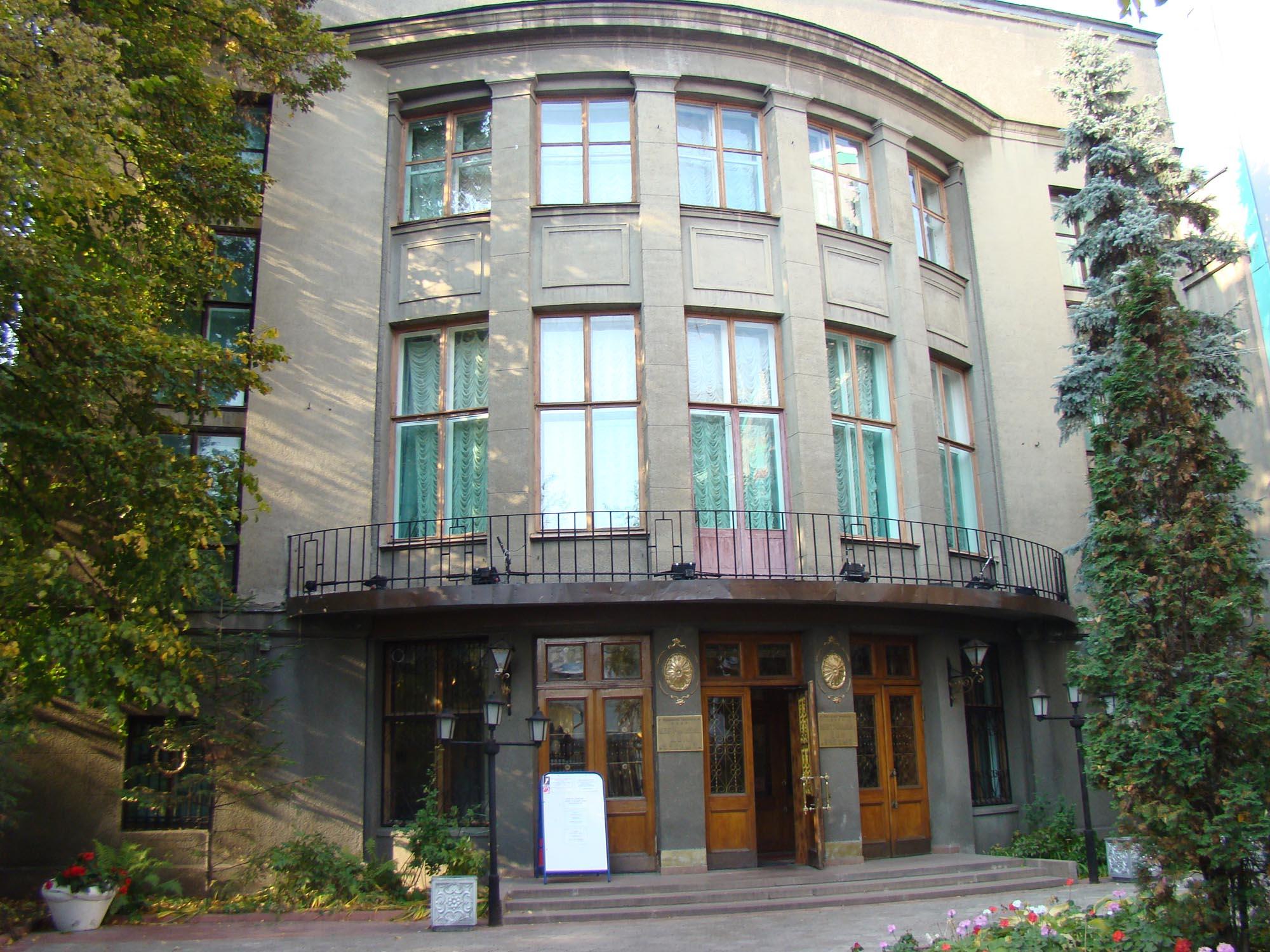
Konschina-Haus, Eingang,  Pretschistenka 16/2, Moskau